# Сиодомэ (станция)

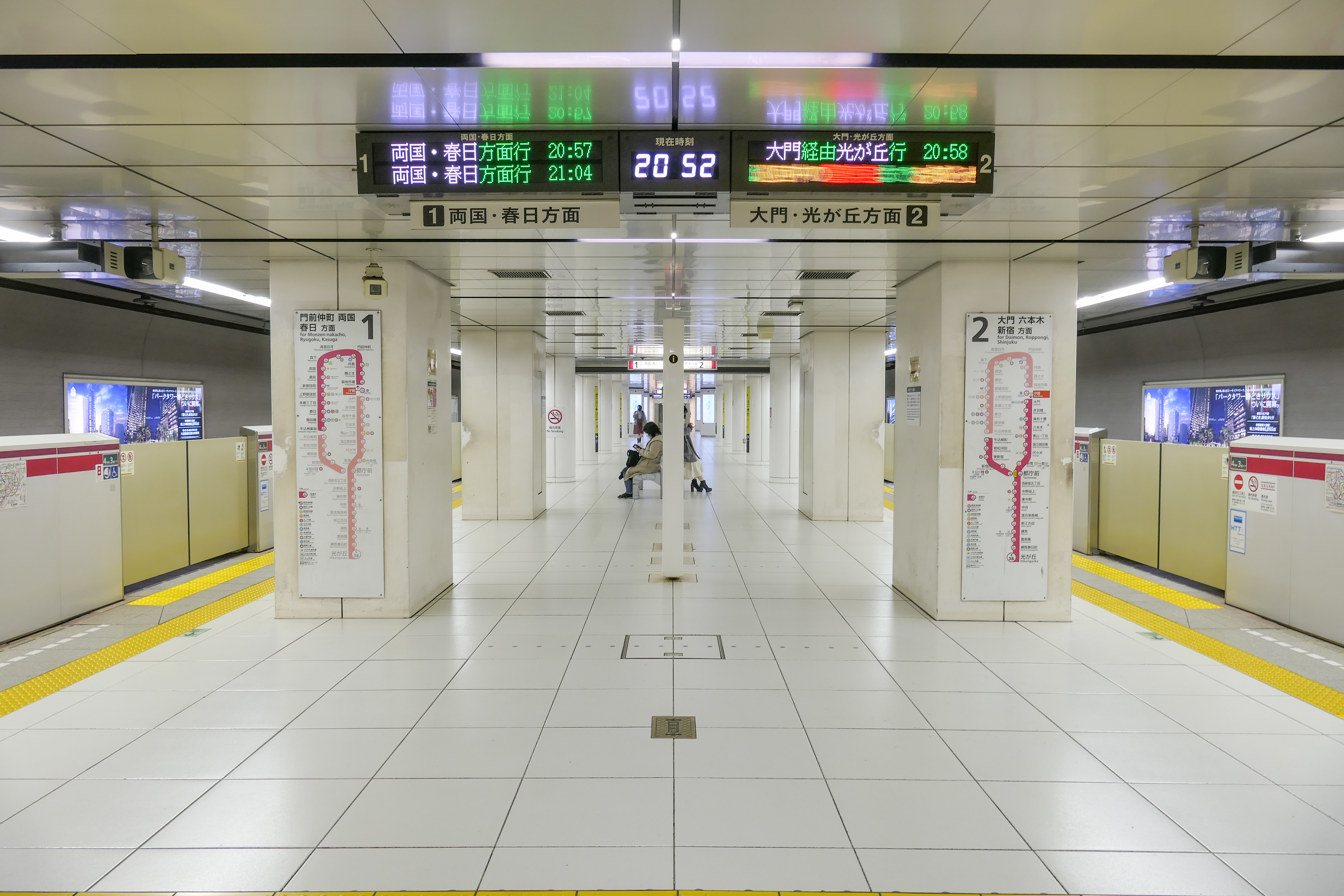
Платформа линии Оэдо

Станция Сиодомэ (яп. 汐留駅 сиодомэ эки) — железнодорожная станция на линиях Оэдо и Юрикамомэ расположенная в специальном районе Минато, Токио. Станция обозначена номером E-19 на линии Оэдо и номером U-02 на линии Юрикамомэ. Станция была открыта 2-го ноября 2002 года. На платформе линии Оэдо установлены автоматические платформенные ворота. На платформе линии Юрикамомэ установлены платформенные раздвижные двери.

## Планировка станции

### Линия Оэдо
Одна платформа островного типа и 2 пути.
| 1 | ○ Линия Оэдо | Рёгоку, Иидабаси |
| 2 | ○ Линия Оэдо | Даймон, Роппонги |

### Линия Юрикамомэ
Одна платформа островного типа и 2 пути.
| 1 | ■ Линия Юрикамомэ | Дайба, Аоми, Ариакэ, Тоёсу |
| 2 | ■ Линия Юрикамомэ | Симбаси                    |

## Близлежащие станции
| «               | «               | Вид обслуживания | »               | »               |
| Линия Юрикамомэ | Линия Юрикамомэ | Линия Юрикамомэ  | Линия Юрикамомэ | Линия Юрикамомэ |
| --------------- | --------------- | ---------------- | --------------- | --------------- |
| Симбаси         | Симбаси         | -                | Такэсиба        | Такэсиба        |
| Линия Оэдо      |                 |                  |                 |                 |
| Цукидзисидзё    | Цукидзисидзё    | -                | Даймон          | Даймон          |